# Los Angeles Temptation

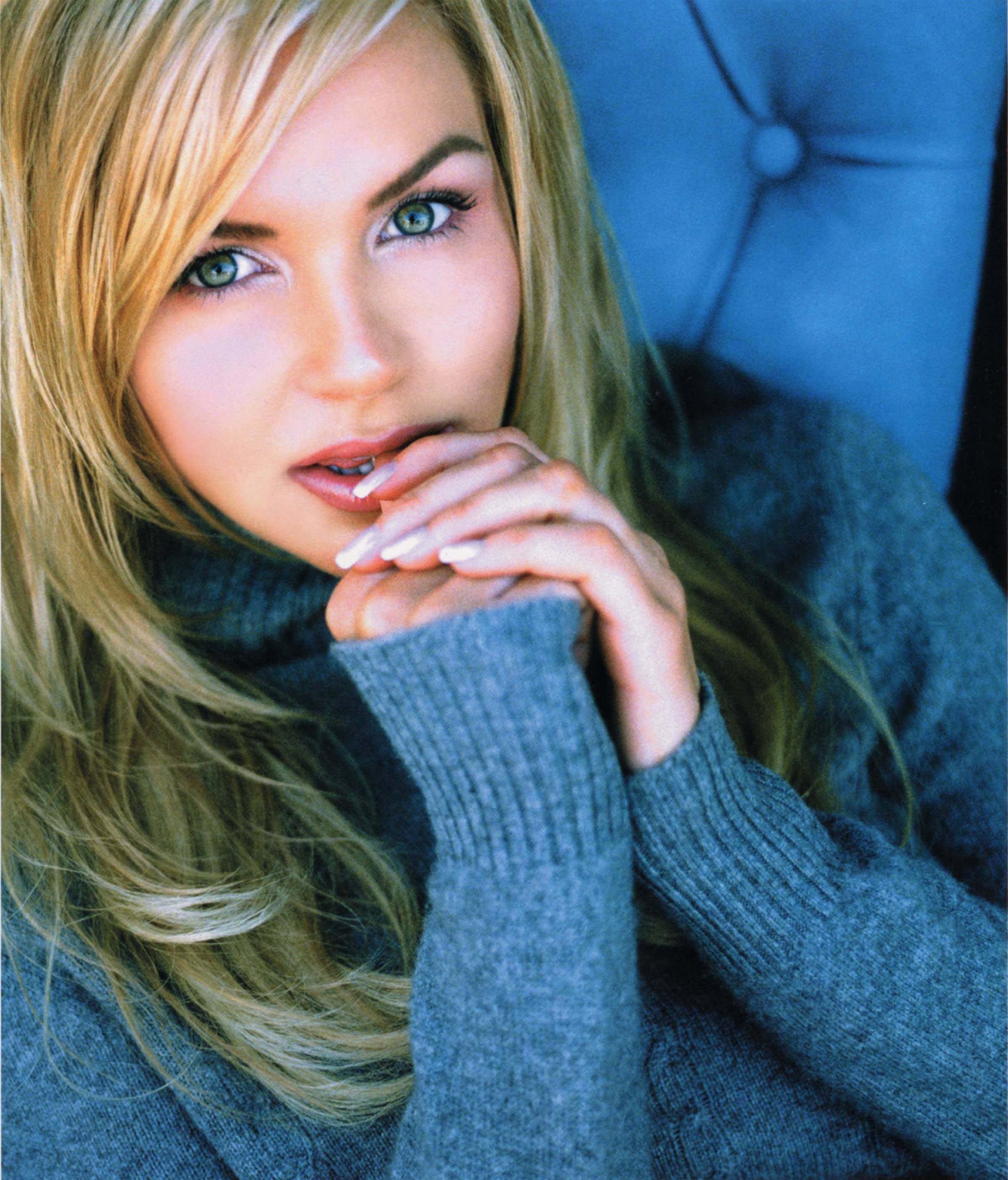
Nikki Ziering, vincitrice con il Team Dream del campionato della LFL del 2004

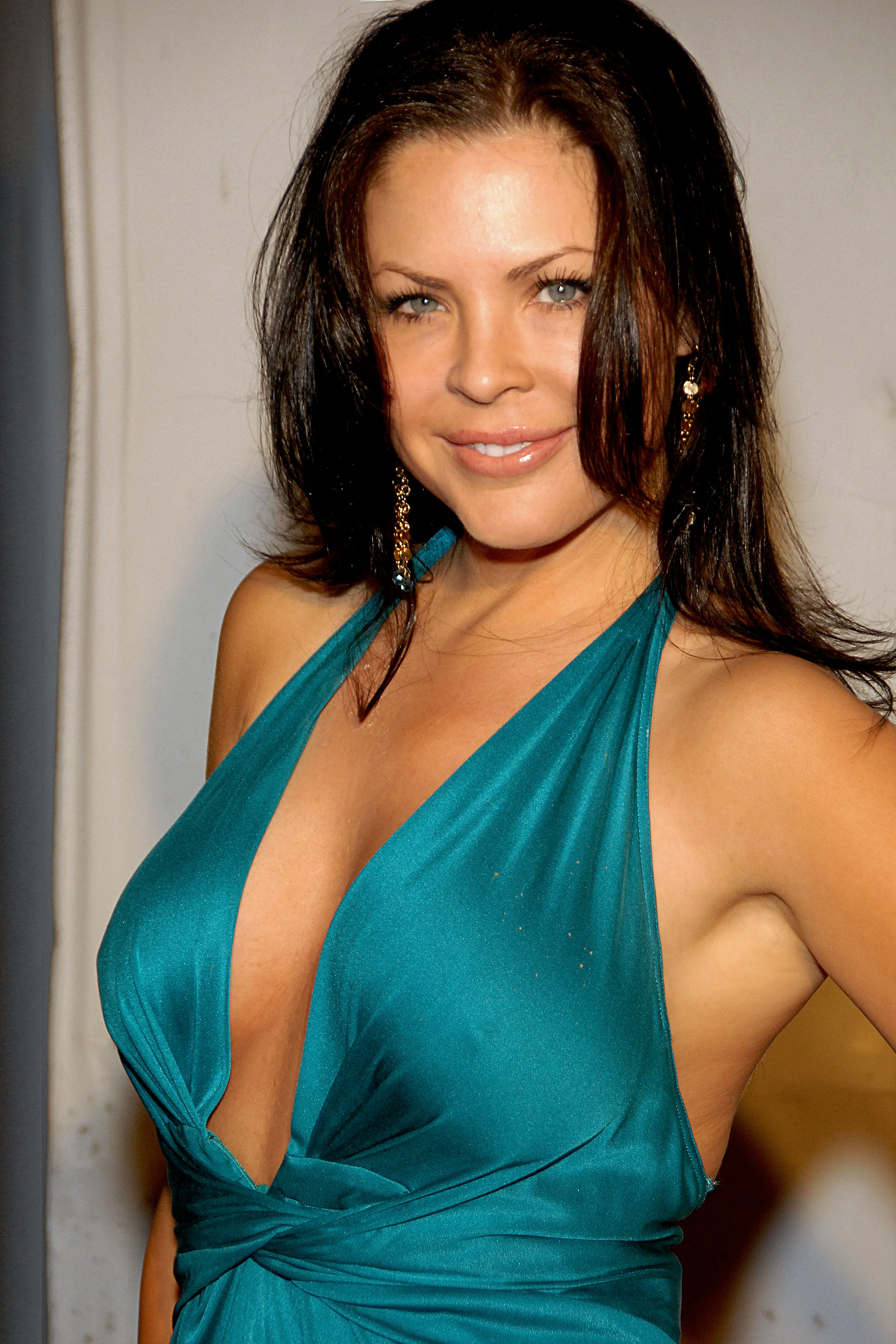
Christa Campbell, vincitrice con il Team Dream del campionato della LFL del 2004

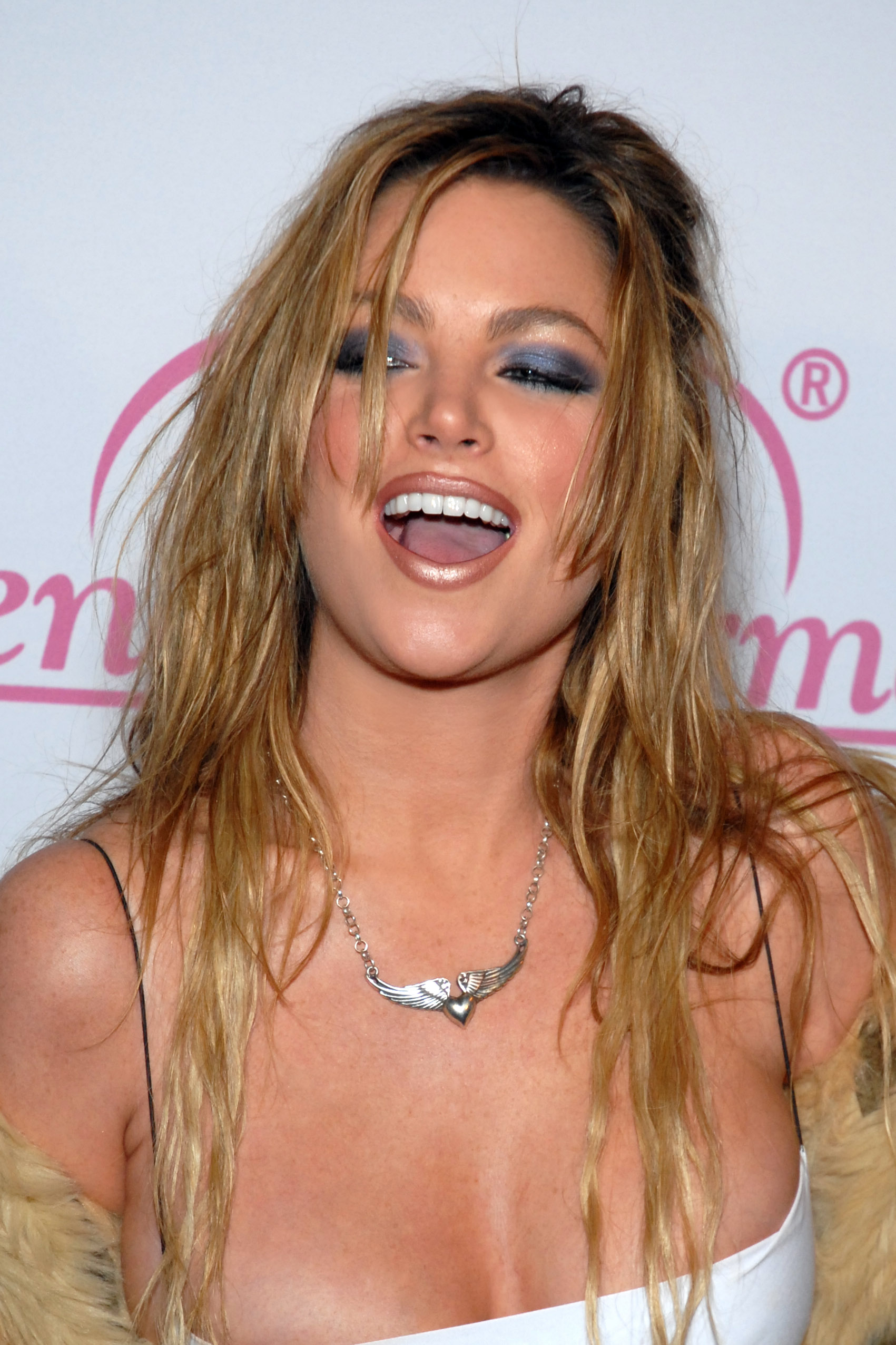
Tamara Witmer, vincitrice con le Temptation del campionato della LFL del 2005

Le Los Angeles Temptation sono una squadra della Legends Football League, giocano alla Memorial Sports Arena di Los Angeles, California e vantano di ben 5 titoli vinti nella L.F.L diventando la squadra attuale più titolata in questa lega.

## Storia
Sono nate con il nome Team Dream con il quale hanno disputato e vinto il primo Lingerie Bowl (2004). Dopo questo primo torneo, si è deciso di associare le squadre al nome di una città e il Team Dream è stato rinominato provvisoriamente Los Angeles Dream presto trasformato nell'attuale Los Angeles Temptation con il quale ha partecipato al torneo successivo (2005) aggiudicandosi la vittoria.
Hanno vinto tutti e tre i campionati sinora disputati della "nuova" Lingerie Football League (dal 2009; dall'inizio del 2013 la lega ha assunto il nome Legends Football League).

## Colori
Nei primi tre tornei le Dream / Temptation si sono presentate con mutandine e reggiseno azzurri e bianchi. Nelle foto di presentazione dei campionati 2007 e 2008, poi non disputati, le giocatrici indossavano uguali divise. I medesimi colori aveva anche lo stemma della squadra. Il caschetto era bianco.
Durante il 2008, in previsione del campionato seguente, le Temptation sono state presentate con mutandine e reggiseno neri con bordo grigio-argento. Questo colore e il nuovo aspetto dello stemma hanno un look che può ricordare quello degli Oakland Raiders della National Football League.
Con questa uniforme hanno giocato il campionato 2009-2010.

## Campionati disputati

### 2004
Vincitrici del campionato
Squadra: 0 Jennifer Birmingham, 1 Nicole Silva, 2 Maile Moore, 3 Jamie Eifert, 4 Hayden Kristianson, 5 Nikki Ziering, 6 Kim Kindrick, 8 Christa Campbell, 9 Jennifer Jansen, 10 Gwendolyn Osbourne, 11 Tiffany Haugen, 13 Debra Lee Stone, 14 Frida Silva
Allenatore: Eric Dickerson
Risultati: Team Dream - Team Euphoria 6-0 (Lingerie Bowl I) – touchdown di Osbourne
Nota: Nella lista delle giocatrici inizialmente presentata c'erano anche Mia Trudeau, Nina Kaczorowski, Allison McCurdy e Elizabeth Guitierrez e mancava Tiffany Haugen.

### 2005
Vincitrici del campionato
Squadra: 0 Jaimarie Bjorge, 5 Jerilee Woodford, 8 Tamara Witmer, 12 Elisabeth Rouffaer
Risultati: le Temptation hanno battuto le Dallas Desire in semifinale e le New York Euphoria in finale.
Nota: Prima del ridimensionamento del campionato che ha ridotto le squadre a quattro giocatrici, per le Temptation erano state annunciate queste giocatrici: Ute Werner, Candice Michelle, Christine Nguyen, Anna Catherine, Jada Storm, Jerilee Woodford, Lauren Bergfeld, Tia Alexander, Amie Barsky, Elisabeth Rouffaer, Joy Giovanni, Katie Lohmann, Leslie Gomez.

### 2006
Squadra: Katie Lohmann, Jerilee Villanueva, Leslie Gomez, Hillary Millard, Cora Skinner, Elisabeth Rouffaer, Lauren Bergfeld, Michelle Harding, Lotti Bluemner, Katherine Thom, Krisi Ballentine.
Allenatore: Jim McMahon
Risultati: Le Temptation hanno battuto le Dallas Desire in semifinale hanno perso la finale (Lingerie Bowl III) con le Euphoria per 12-13 (per le Temptation due touchdown di Jerilee Woodford Villanueva).
Nota: La formazione presentata inizialmente comprendeva Gabrielle Reynolds, Alexandra Sullivan, Jaimarie Bjorge e Alejandra Gutierrez, che sono state sostituite da Millard, Rouffaer, Bergfeld e Ballentine.

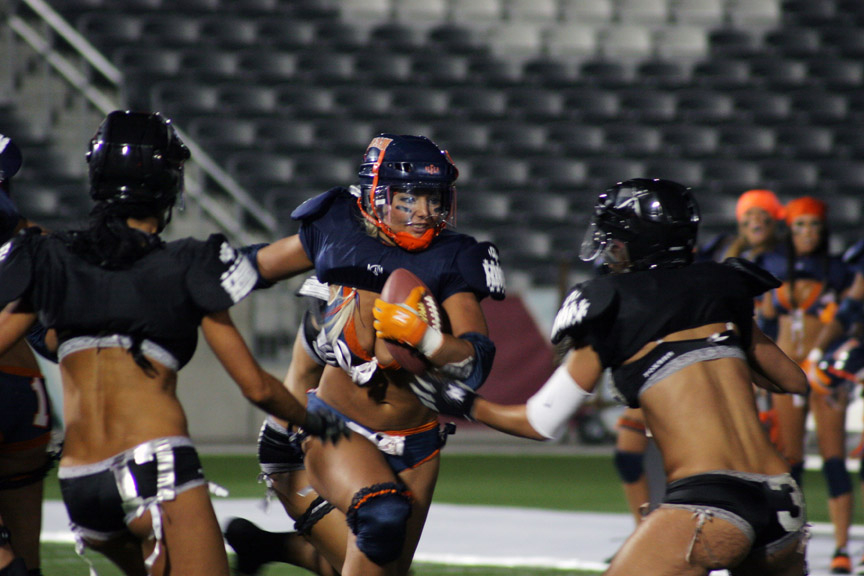
Sarah Frechette (#17) e Alisha Lucik (#3) in difesa nella partita contro le Denver Dream

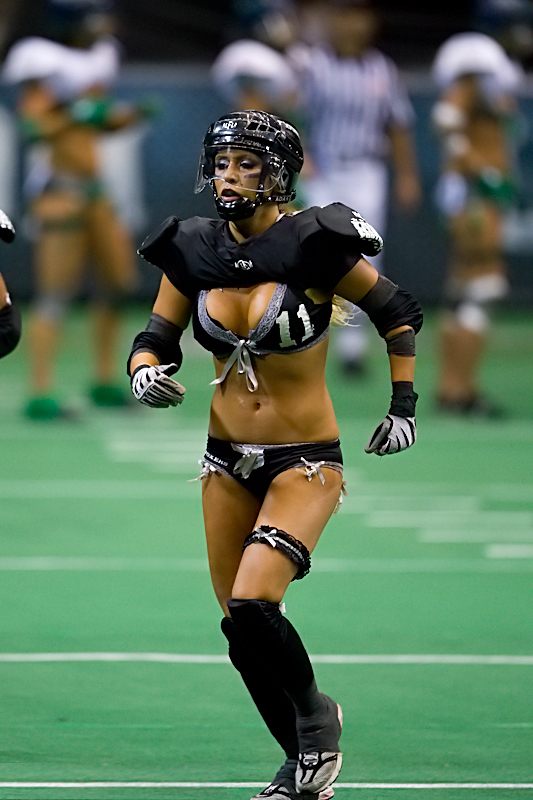
Niki Ghazian

### 2009-2010
Vincitrici del campionato.
Squadra: 1 Laura Cavendar, 2 Jessica Renee, 3 Alisha Lucik, 4 Ali Eastlake, 5 Michelle Jacot, 6 Britainie Degarbott, 7 Lauren Jenkins, 8 Riley Maddex, 9 Joey Davenport, 10 Reese Matthews, 11 Niki Ghazian, 12 Jennifer Delarosa, 13 Monique Gaxiola, 14 Stephanie Psick, 16 Natalie Jahnke, 17 Sarah Frechette, 18 Nicolle Bate, 19 Edin Diaz, 20 Niki Connor.
Risultati: 18.09.2009: Denver Dream - Los Angeles 20-26 (MVP: Britainie Degarbott); 23.10.2009: Dallas Desire - Los Angeles 24-12; 27.11.2009: Los Angeles - Seattle Mist 26-20 (MVP: Michelle Jacot); 29.01.2009: Los Angeles - San Diego Seduction 53-0 (MVP: Ali Eastlake).
Riepilogo regular season: 3 vinte - 1 persa. Punti fatti / subiti: 117/63. Touchdowns: 18. Primo posto nella Western Conference per differenza punti: accede alla semifinale.
Semifinale: Los Angeles - Dallas Desire 20-14 (MVP: Monique Gaxiola).
Finale: Los Angeles - Chicago Bliss 27-14 (MVP: Ali Eastlake).

### 2010-2011
Vincitrici del campionato.
Squadra: 1 Kristina Coker, 2 Melissa Marguiles, 3 Amber Dodzweit, 4 Aushley Baker, 5 Gegi Van De Walker, 6 Ogom Chijindu, 7 Nikki Key, 8 Ashley Salerno, 9 Joey Davenport, 10 Julie Ginther, 11 Laura Barba, 12 Danielle Heronema, 13 Monique Gaxiola, 14 Stephanie Psick, 15 Kayla Teenor, 16 Natalie Jahnke, 17 Lutasha Bradley, 19 Rebecca Slivka (nel corso del campionato sostituita con questo numero da Zipphora Chase), 20 Teresa Barrera.
Risultati: 27.08.2010: Seattle Mist - Los Angeles 26-32 (MVP: Ashley Salerno); 03.12.2010: Los Angeles - Dallas Desire 40-6; 01.01.2011: San Diego Seduction - Los Angeles 6-18; 07.01.2011: Los Angeles - Chicago Bliss 18-12.
Riepilogo regular season: 4 vinte - 0 perse. Primo posto nella Western Conference per differenza punti: accede alla semifinale.
Semifinale: 29.01.2011: Los Angeles - Chicago Bliss 31-14 (MVP: Zipphora Chase).
Finale: 06.02.2011: Los Angeles - Philadelphia Passion 26-25 (MVP: Ashley Salerno).

### 2011-2012
Vincitrici del campionato.
Riepilogo regular season: 3 vinte - 1 persa. Secondo posto nella Western Conference: accede alla semifinale.
Semifinale: 29.01.2011: Los Angeles - Las Vegas Sin 27-18 (MVP: Ashley Salerno).
Finale: 05.02.2011: Los Angeles - Philadelphia Passion 28-6 (MVP: Amber Reed e Ashley Salerno).

## Giocatrici di rilievo
- Joey Davenport (quarterback; campionati 2009-10 e 2010-11; nel campionato seguente è passata alle Las Vegas Sin). Era nel roster delle California Quake della Iwfl.
- Ali Eastlake (di Huntington Beach; campionato 2009-10). Ha sostituito Davenport nel ruolo di quarterback a partire dalla terza partita. È stata scelta come MVP in una partita della regular season e nella finale del campionato 2009-10.
- Monique Gaxiola (di Granada Hills; dal campionato 2009-10). Eletta MVP della semifinale del campionato 2009-2010.
- Ashley Salerno (quarterback; dal campionato 2010-11). MVP delle finali del 2011 e, insieme a Amber Reed, del 2012. Eletta miglior rookie dell'anno del campionato 2010-11.

## Palmarès
Lingerie Football League (5)
(2004, 2005, 2010, 2011, 2012)